# Gilberto Valle
Gilberto Valle III (14 de abril de 1984) es un expolicía de la Ciudad de Nueva York quién fue condenado por un jurado en marzo de 2013 por conspiración para secuestrar, antes de que el juez en el caso, Paul Gardephe, anulase el veredicto 21 meses más tarde. El tribunal, en diciembre de 2015, confirmó la absolución pero la apelación del procesamiento todavía podría ir al Tribunal Supremo.
Valle fue arrestado después de que su mujer descubrió que estaba pasando mucho tiempo en salas de chat elaborando planes detallados para secuestrar, torturar, violar y canibalizar mujeres. Valle dijo que todos los escenarios que describía, en los chats, eran solo una fantasía sexual. El caso llamó la atención por su naturaleza inusual — Valle fue bautizado como el "Caníbal Cop" (Policía Caníbal, en español) — y debido al asunto legal de si describiendo actividades criminales se cruza la línea de la intención criminal.